# Asuna Tanaka
Asuna Tanaka (田中 明日菜?, Tanaka Asuna; 23 febbraio 1988) è una calciatrice giapponese, centrocampista del Gyeongju KHNP.
Legata per gran parte della carriera alla squadra con sede a Kōbe, ha con questa conquistato un gran numero di trofei nazionali e internazionali, vestendo anche, dal 2011 al 2016, la maglia della nazionale giapponese con la quale ha vinto il Mondiale di Germania 2011.

## Statistiche

### Presenze e reti nei club
Statistiche parziali e limitate alle stagioni in Germania.
| Stagione                  | Squadra                   | Campionato                | Campionato | Campionato | Coppe nazionali | Coppe nazionali | Coppe nazionali | Coppe continentali | Coppe continentali | Coppe continentali | Altre coppe | Altre coppe | Altre coppe | Totale | Totale |
| Stagione                  | Squadra                   | Comp                      | Pres       | Reti       | Comp            | Pres            | Reti            | Comp               | Pres               | Reti               | Comp        | Pres        | Reti        | Pres   | Reti   |
| ------------------------- | ------------------------- | ------------------------- | ---------- | ---------- | --------------- | --------------- | --------------- | ------------------ | ------------------ | ------------------ | ----------- | ----------- | ----------- | ------ | ------ |
| 2013-2014                 | 1. FFC Francoforte        | BL                        | 18         | 1          | CG              | 4               | 0               | -                  | -                  | -                  | -           | -           | -           | 22     | 1      |
| 2014-2015                 | 1. FFC Francoforte        | BL                        | 4          | 0          | CG              | 1               | 1               | UWCL               | 1                  | 0                  | -           | -           | -           | 6      | 1      |
| Totale 1. FFC Francoforte | Totale 1. FFC Francoforte | Totale 1. FFC Francoforte | 22         | 1          |                 | 5               | 1               |                    | 1                  | 0                  |             | -           | -           | 28     | 2      |
| Totale carriera           | Totale carriera           | Totale carriera           | ?          | ?          |                 | ?               | ?               |                    | ?                  | ?                  |             | -           | -           | ?      | ?      |

### Cronologia presenze e reti in nazionale
| Cronologia completa delle presenze e delle reti in nazionale ― Giappone | Cronologia completa delle presenze e delle reti in nazionale ― Giappone | Cronologia completa delle presenze e delle reti in nazionale ― Giappone | Cronologia completa delle presenze e delle reti in nazionale ― Giappone | Cronologia completa delle presenze e delle reti in nazionale ― Giappone | Cronologia completa delle presenze e delle reti in nazionale ― Giappone | Cronologia completa delle presenze e delle reti in nazionale ― Giappone | Cronologia completa delle presenze e delle reti in nazionale ― Giappone |
| Data                                                                    | Città                                                                   | In casa                                                                 | Risultato                                                               | Ospiti                                                                  | Competizione                                                            | Reti                                                                    | Note                                                                    |
| ----------------------------------------------------------------------- | ----------------------------------------------------------------------- | ----------------------------------------------------------------------- | ----------------------------------------------------------------------- | ----------------------------------------------------------------------- | ----------------------------------------------------------------------- | ----------------------------------------------------------------------- | ----------------------------------------------------------------------- |
| 4-3-2011                                                                | Algarve                                                                 | Giappone                                                                | 5 – 0                                                                   | Finlandia                                                               | Algarve Cup 2011                                                        | -                                                                       |                                                                         |
| 9-3-2011                                                                | Algarve                                                                 | Giappone                                                                | 2 – 1                                                                   | Svezia                                                                  | Algarve Cup 2011                                                        | -                                                                       |                                                                         |
| 18-6-2011                                                               | Matsuyama                                                               | Giappone                                                                | 1 – 1                                                                   | Corea del Sud                                                           | Amichevole                                                              | -                                                                       |                                                                         |
| 27-6-2011                                                               | Bochum                                                                  | Giappone                                                                | 2 – 1                                                                   | Nuova Zelanda                                                           | Mondiali 2011                                                           | -                                                                       |                                                                         |
| 1-9-2011                                                                | Shandong                                                                | Giappone                                                                | 3 – 0                                                                   | Thailandia                                                              | Qual. Olimpiadi                                                         | 1                                                                       |                                                                         |
| 11-9-2011                                                               | Jinan                                                                   | Cina                                                                    | 0 – 1                                                                   | Giappone                                                                | Qual. Olimpiadi                                                         | 1                                                                       |                                                                         |
| 29-2-2012                                                               | Algarve                                                                 | Giappone                                                                | 2 – 1                                                                   | Norvegia                                                                | Algarve Cup 2012                                                        | -                                                                       |                                                                         |
| 2-3-2012                                                                | Algarve                                                                 | Giappone                                                                | 2 – 0                                                                   | Danimarca                                                               | Algarve Cup 2012                                                        | -                                                                       |                                                                         |
| 5-3-2012                                                                | Algarve                                                                 | Giappone                                                                | 1 – 0                                                                   | Stati Uniti                                                             | Algarve Cup 2012                                                        | -                                                                       |                                                                         |
| 7-3-2012                                                                | Algarve                                                                 | Giappone                                                                | 3 – 4                                                                   | Germania                                                                | Algarve Cup 2012                                                        | 1                                                                       |                                                                         |
| 1-4-2012                                                                | Sendai                                                                  | Giappone                                                                | 1 – 1                                                                   | Stati Uniti                                                             | Amichevole                                                              | -                                                                       |                                                                         |
| 5-4-2012                                                                | Kobe                                                                    | Giappone                                                                | 4 – 1                                                                   | Brasile                                                                 | Amichevole                                                              | -                                                                       |                                                                         |
| 18-6-2012                                                               | Halmstad                                                                | Giappone                                                                | 1 – 4                                                                   | Stati Uniti                                                             | Amichevole                                                              | -                                                                       |                                                                         |
| 20-6-2012                                                               | Göteborg                                                                | Svezia                                                                  | 0 – 1                                                                   | Giappone                                                                | Amichevole                                                              | -                                                                       |                                                                         |
| 11-7-2012                                                               | Tokyo                                                                   | Giappone                                                                | 3 – 0                                                                   | Australia                                                               | Amichevole                                                              | -                                                                       |                                                                         |
| 28-7-2012                                                               | Coventry                                                                | Giappone                                                                | 0 – 0                                                                   | Svezia                                                                  | Olimpiadi 2012                                                          | -                                                                       |                                                                         |
| 31-7-2012                                                               | Cardiff                                                                 | Giappone                                                                | 0 – 0                                                                   | Sudafrica                                                               | Olimpiadi 2012                                                          | -                                                                       |                                                                         |
| 6-8-2012                                                                | Londra                                                                  | Giappone                                                                | 2 – 1                                                                   | Francia                                                                 | Olimpiadi 2012                                                          | -                                                                       |                                                                         |
| 9-8-2012                                                                | Londra                                                                  | Giappone                                                                | 1 – 2                                                                   | Stati Uniti                                                             | Olimpiadi 2012                                                          | -                                                                       |                                                                         |
| 6-3-2013                                                                | Algarve                                                                 | Giappone                                                                | 0 – 2                                                                   | Norvegia                                                                | Algarve Cup 2013                                                        | -                                                                       |                                                                         |
| 8-3-2013                                                                | Algarve                                                                 | Giappone                                                                | 1 – 2                                                                   | Germania                                                                | Algarve Cup 2013                                                        | -                                                                       |                                                                         |
| 11-3-2013                                                               | Algarve                                                                 | Giappone                                                                | 2 – 0                                                                   | Danimarca                                                               | Algarve Cup 2013                                                        | -                                                                       |                                                                         |
| 13-3-2013                                                               | Algarve                                                                 | Giappone                                                                | 1 – 0                                                                   | Cina                                                                    | Algarve Cup 2013                                                        | -                                                                       |                                                                         |
| 20-6-2013                                                               | Tosu                                                                    | Giappone                                                                | 1 – 1                                                                   | Nuova Zelanda                                                           | Amichevole                                                              | -                                                                       |                                                                         |
| 26-6-2013                                                               | Staffordshire                                                           | Inghilterra                                                             | 1 – 1                                                                   | Giappone                                                                | Amichevole                                                              | -                                                                       |                                                                         |
| 29-6-2013                                                               | Monaco di Baviera                                                       | Germania                                                                | 4 – 2                                                                   | Giappone                                                                | Amichevole                                                              | -                                                                       |                                                                         |
| 20-7-2013                                                               | Seul                                                                    | Giappone                                                                | 2 – 0                                                                   | Cina                                                                    | Coppa dell'Asia orientale                                               | -                                                                       |                                                                         |
| 27-7-2013                                                               | Seul                                                                    | Corea del Sud                                                           | 2 – 1                                                                   | Giappone                                                                | Coppa dell'Asia orientale                                               | -                                                                       |                                                                         |
| 7-3-2014                                                                | Algarve                                                                 | Giappone                                                                | 1 – 0                                                                   | Danimarca                                                               | Algarve Cup 2014                                                        | -                                                                       |                                                                         |
| 28-10-2014                                                              | Vancouver                                                               | Canada                                                                  | 2 – 3                                                                   | Giappone                                                                | Amichevole                                                              | -                                                                       |                                                                         |
| 6-3-2015                                                                | Algarve                                                                 | Giappone                                                                | 3 – 0                                                                   | Portogallo                                                              | Algarve Cup 2015                                                        | -                                                                       |                                                                         |
| 9-3-2015                                                                | Algarve                                                                 | Giappone                                                                | 1 – 3                                                                   | Francia                                                                 | Algarve Cup 2015                                                        | -                                                                       |                                                                         |
| 11-3-2015                                                               | Algarve                                                                 | Giappone                                                                | 2 – 0                                                                   | Islanda                                                                 | Algarve Cup 2015                                                        | -                                                                       |                                                                         |
| 16-6-2015                                                               | Winnipeg                                                                | Giappone                                                                | 1 – 0                                                                   | Ecuador                                                                 | Mondiali 2015                                                           | -                                                                       |                                                                         |
| 4-8-2015                                                                | Wuhan                                                                   | Giappone                                                                | 1 – 2                                                                   | Corea del Sud                                                           | Coppa dell'Asia orientale                                               | -                                                                       |                                                                         |
| 8-8-2015                                                                | Wuhan                                                                   | Cina                                                                    | 0 – 2                                                                   | Giappone                                                                | Coppa dell'Asia orientale                                               | -                                                                       |                                                                         |
| 2-3-2016                                                                | Osaka                                                                   | Giappone                                                                | 1 – 1                                                                   | Corea del Sud                                                           | Qual. Olimpiadi                                                         | -                                                                       |                                                                         |
| 4-3-2016                                                                | Osaka                                                                   | Giappone                                                                | 1 – 2                                                                   | Cina                                                                    | Qual. Olimpiadi                                                         | -                                                                       |                                                                         |
| 7-3-2016                                                                | Osaka                                                                   | Giappone                                                                | 6 – 1                                                                   | Vietnam                                                                 | Qual. Olimpiadi                                                         | -                                                                       |                                                                         |
| Totale                                                                  |                                                                         | Presenze                                                                | 39                                                                      |                                                                         | Reti                                                                    | 3                                                                       |                                                                         |

## Palmarès

### Club
- Campionato giapponese: 3

INAC Kobe Leonessa: 2011, 2012, 2013
- Coppa dell'Imperatrice: 4

INAC Kobe Leonessa: 2010, 2011, 2012, 2013
- Nadeshiko League Cup: 1

INAC Kobe Leonessa: 2013
- Campionato femminile di Lega giapponese e sudcoreana: 1

INAC Kobe Leonessa: 2012
- Campionato internazionale femminile per club: 1

INAC Kobe Leonessa: 2013
- Coppa di Germania: 1

1. FFC Francoforte: 2013-2014

### Nazionale
- Campionato mondiale femminile di calcio: 1

2011
- Coppa d'Asia: 1

2014